# Kwintus Tulliusz Cyceron
Kwintus Tulliusz Cyceron (łac. Quintus Tullius Cicero), inaczej Kwintus Tulliusz Cycero (ur. 102 r. p.n.e., zm. 43 r. p.n.e.) – rzymski polityk, dowódca wojskowy i pisarz. Młodszy brat Marka Tulliusza Cycerona. Autor najstarszego zachowanego poradnika dla kandydata na najwyższy urząd republiki – O staraniu się o konsulat (Commentariolum petitionis).

## Życie
Kwintus Tulliusz Cyceron urodził się  prawdopodobnie w roku 102 w Arpinum, położonym w górach mieście w krainie Wolsków, około 100 kilometrów na południowy wschód od Rzymu, jako młodszy brat Marka. Mieszkańcy Arpinum od 188 roku posiadali obywatelstwo rzymskie a rodzina Tulliuszów przez kilka pokoleń uczestniczyła w zarządzaniu rodzinnym miastem. Ojciec Kwintusa należał do stanu ekwitów, natomiast matka pochodziła z rzymskiego rodu senatorskiego.
Ojciec Kwintusa uważał, że kluczem do kariery dzieci będzie zapewnienie im należytego wykształcenia. Był na tyle zamożny, że kupił dom w Rzymie i zamieszkał tam z dwójką synów, gdy Kwintus miał około pięciu lat. W stolicy do przyjaciół rodziny należeli wybitni ówcześni politycy i mówcy – Marek Antoniusz Orator oraz Lucjusz Licyniusz Krassus. W ich domach bywała młodzież ze znacznych rodów, literaci i greccy retorzy. 
W latach 81-79 Kwintus, wspólnie z bratem, podróżował po Grecji i Azji Mniejszej. Wkrótce potem ożenił się z Pomponią, siostrą Tytusa Pomponiusza Attyka, przyjaciela Marka. Porywczy temperament Kwintusa niejednokrotnie doprowadzał do nieporozumień z Pomponią. Attyk w listach prosił o pośrednictwo Marka, który jako starszy miał wpływać łagodząco na brata. W liście z roku 68 spotykamy się z zapewnieniem Marka, że brat mój, jak mi się wydaje, jest teraz dla Pomponii taki, jaki być powinien. Podobnie w liście z roku 67: myślę, że brat mój jest taki, jakim go zawsze mieć chciałem i o to się starałem. Widać to z wielu oznak, z których i ta nie jest najmniej ważna, że siostra twoja jest przy nadziei.
Kariera Kwintusa przebiegała podobnie jak starszego brata – nie osiągnął jednak nigdy konsulatu. Piastował edylat w roku 65, a preturę w roku 62. W latach 61-58 w charakterze propretora zarządzał rzymską prowincją Azją. W roku 56 był legatem Pompejusza na Sardynii, a w latach 54-52 legatem Cezara w Galii i Brytanii. Cezar w dziele O wojnie galijskiej przedstawił go jako dzielnego dowódcę. Starszy brat Marek zabrał go ze sobą, również w charakterze legata, kiedy wyruszał w roku 51 z Rzymu, by objąć namiestnictwo w Cylicji. Podczas wojny domowej, idąc za radami Marka znalazł się Kwintus w obozie Pompejusza, ale po klęsce pompejańczyków dość szybko uzyskał przebaczenie Cezara. 
Chociaż jako żołnierz związany był z Cezarem, razem z bratem był przeciwnikiem samowładztwa zarówno Cezara, jak później Antoniusza. Po zawiązaniu się triumwiratu w roku 43 znalazł się wraz z synem, podobnie jak Marek, na listach proskrypcyjnych i padł ofiarą terroru w roku 43, prawdopodobnie kilka tygodni wcześniej niż Marek.

## Dzieła

### Commentariolum petitionis
Większość badaczy uważa, że broszura propagandowa z pierwszej połowy 64 roku, zatytułowana  Commentariolum petitionis („O staraniu się o konsulat”), jest – zgodnie z tym, co wynika z tekstu – autorstwa Kwintusa. Praca ta ma formę listu do brata i jest pozornie poradnikiem dla kandydata na konsula. W rzeczywistości jest dziełem wychwalającym kandydaturę Marka. Publikacja ta, przeznaczona do szerokiego rozpowszechnienia, nie zawierała żadnego programu politycznego, ale głosiła, że Marek powinien pozyskać sobie wszystkie warstwy ludności.
Według rad Kwintusa brat powinien przekonać nobilów, że zawsze trzymał z nimi, zaś ludowi powinien przypominać, że bronił jego praw w sądach i że korzyści ludu nie będą mu obce. Ekwitów i ludzi zamożnych powinien przekonywać, że zawsze był zwolennikiem pokoju i spokoju – w ten sposób zapewniając wszystkich o swej życzliwości. Uchodząc za zwolennika zarówno autorytetu senatu, wyborców bogatych i biednych, uzyska powszechne poparcie. Schlebianie – jak pisze Kwintus – jest złe i haniebne w ogóle w życiu, ale konieczne przy staraniu się o konsulat. W staraniach o głosy nie powinien Marek pomijać nikogo, nawet wyzwoleńców i niewolników, gdyż i oni mogą wpłynąć na opinię publiczną. 
Celem dzieła było zasugerowanie wyborcom, że Marek Cyceron ma zwolenników we wszystkich grupach społecznych, popiera go też młodzież podziwiająca jego talent krasomówczy. Po jego stronie jest też znaczna liczba przyjaciół. To zagwarantuje mu zwycięstwo nad kontrkandydatami, z których najgroźniejszymi są Antoniusz i Katylina. Rywale Marka Cycerona zostali zaatakowani – Katylinie wypomniano pogromy ekwitów w czasie terroru sullańskiego, kazirodztwo z własną siostrą, zdzierstwa w Afryce i przekupienie sądu. 
Ubieganie się o konsulat powinno być zdaniem Kwintusa uroczyste, wspaniałe, świetne, oddziaływające na lud. Dom kandydata aż do późnej nocy winien być pełen ludzi. Przyjaciele powinni rozpowszechniać wieści o wspaniałych ucztach urządzanych przez kandydata, stwarzając wrażenie hojności, która miła jest masom. Ale nie tylko łaskawym być trzeba – twierdził Kwintus – nie szkodzi od czasu do czasu grozić, że gdyby kontrkandydaci dopuścili się nadużyć wyborczych, wystąpi się przeciw nim z oskarżeniem; niech przeciwnicy czują, że ma się na oku ich zabiegi.
Zagniewanych na Marka o to, że występował przeciw nim w sądach, należy przekonać, że zrobił to dlatego, że stawał w obronie swoich przyjaciół – jeśli więc staną się przyjaciółmi Cycerona, będą mogli liczyć na podobną pomoc z jego strony. Zapewnia Kwintus, że Marek nie odniesie się wrogo do tych, którzy z przyjaźni do Antoniusza czy Katyliny będą popierać ich kandydatury. Nie należy też szczędzić – zdaniem Kwintusa – obietnic pomocy, gdyż „mistrz w wyborach" Gajusz Aureliusz Kotta mawiał, że wszystkim przyrzeka swą pomoc, o ile tylko nie kłóci się to z innymi jego zobowiązaniami, ponieważ najczęściej ci, którzy proszą, później wcale tej pomocy nie potrzebują. Lepiej więc przyrzekać proszącym, niż przez odmowę zrażać sobie ludzi.

### Inne
Kwintus był również autorem innych dzieł, które się nie zachowały. Podczas swego namiestnictwa w Azji pracował nad bliżej nieznanymi Annales. Z listów Marka wiadomo, że w czasie pobytu w Galii Kwintus w 16 dni ukończył cztery tragedie. Była wśród nich Electra oraz jakaś inna, której tytuł został zniekształcony w rękopisach jako Trodum. W tym samym czasie zamierzał również opisać wyprawę Cezara do Brytanii. Z twórczości poetyckiej Kwintusa zachowało się jedynie dwadzieścia wierszy opisujących znaki Zodiaku. Pochodzą one prawdopodobnie z jakiegoś większego poematu.